# 川北细辛
川北细辛（学名：Asarum chinense）为马兜铃科细辛属的植物，为中国的特有植物。分布在中国大陆的湖北、四川等地，生长于海拔1,300米至1,500米的地区，多生于林下及山谷阴湿地，目前尚未由人工引种栽培。

## 别名
中国细辛（湖北植物志）

## 异名
- Asarum chinense Franch. f. fargesii (Franch.) C. Y. Cheng et C. S. Yang
- Asarum fargesii Franch.